# Jamie Lawrence
James Hubert „Jamie” Lawrence (ur. 8 marca 1970 w Londynie) – jamajski piłkarz występujący na pozycji pomocnika. Trener piłkarski.

## Kariera klubowa
Lawrence karierę rozpoczynał w amatorskim zespole Cowes Sports. W 1993 roku został graczem Sunderlandu z Division One. W 1994 roku odszedł do Leicester City, także grającego w Division One. Po przyjściu do klubu został jednak wypożyczony na rok do Doncaster Rovers z Division Three. W trakcie sezonu 1994/1995 wrócił do Leicester, występującego już w Premier League. W lidze tej zadebiutował 14 stycznia 1995 w przegranym 0:2 meczu z Crystal Palace, a 1 kwietnia 1995 w przegranym 3:4 pojedynku z Wimbledonem strzelił pierwszego gola w Premier League. W sezonie 1994/1995 wraz z Leicester zajął 21. miejsce w lidze i spadł z nim do Division One. W kolejnym awansował jednak z powrotem do Premier League.
W 1997 roku Lawrence przeszedł do Bradford City z Division One. W sezonie 1998/1999 awansował z nim do Premier League, jednak w sezonie 2000/2001 spadł z nim z powrotem do Division One. W 2002 roku przeszedł do innego zespołu tej ligi – Walsall. W 2003 roku był stamtąd wypożyczony do Wigan Athletic (Division One). W 2004 roku odszedł do Grimsby Town, grającego w Division Two. Występował też w Brentfordzie (League One) oraz w amatorskich drużynach Fisher Athletic, Worthing, Harrow Borough, Margate, Ashford Town, Banstead Athletic oraz Cobham.
W Premier League rozegrał 71 spotkań i zdobył 5 bramek.

## Kariera reprezentacyjna
W latach 2000–2004 w reprezentacji Jamajki Lawrence rozegrał 24 spotkania i zdobył 1 bramkę. W 2003 roku był w kadrze na Złoty Puchar CONCACAF, zakończony przez Jamajkę na ćwierćfinale.